# جام شکسته
جام شکسته نام رمانی است نوشته نویسنده و فیلمساز فرانسوی آلن رب-گری‌یه.
نام فرانسوی این کتاب La reprise (بازیافتن) است که توسط خانم خجسته کیهان با نام جام شکسته به فارسی ترجمه شده است.
این رمان یکی از آخرین کتاب‌های اوست که در سال ۲۰۰۱ در پاریس و توسط انتشارات مینویی به چاپ رسیده است. آلن رب گری یه این کتاب را در آستانه هشتاد سالگی و پس از هشت سال سکوت ادبی منتشر کرده است.

## موضوع رمان
هانری ربن کارآگاه برای انجام یک ماموریت جنایی به برلین سفر می‌کند: «برلین در آن زمان پایتخت آلمان شرقی است و زمان رویداد داستان چند سال بعد از پایان جنگ دوم جهانی است.» در طول سفر و در قطار هانری ربن با همزادش روبه رو می‌شود، مردی که عمیقاً شبیه به او است و در کوپه دیگر قطار مشغول مطالعه روزنامه‌ای به زبان آلمانی است. در شهر برلین هانری ربن قرار است با شخصی به نام پس یرگارن دیدار کند. روبن نگران است که پس یرگارن همزاد را به جای او اشتباه بگیرد.
سرانجام پس یرگارن او را در جریان ماموریتش قرار می‌دهد: هانری ربن مامور می‌شود شخصی به نام «ایکس» را زیر نظر بگیرد که البته ایکس نیز به نحو مشکوکی به قتل می‌رسد و سیر داستان به همین شکل معمایی و چیستان‌گونه بدون اینکه خط سیر مشخصی داشته باشد با تغییرات متعدد زمانی به جلو می‌رود.

## عناصر رمان
از نکات جالب این رمان استفاده از دو راوی در رمان است که راوی دوم با نگارش پاورقی اشتباهات راوی اول را اصلاح می‌کند.آلن رب گری یه در مصاحبه‌ای که پس از انتشار این کتاب با «مگزین لیته رر» انجام داد گفته است: «دو شخصیت رمان برادران دوقلو هستند و این موضوع ما را به اندیشه بدل یا همزاد می‌رساند که کاملاً با زندگی من هماهنگی دارد. من با همزاد خودم چند بار روبه رو شده‌ام و در این باره با ناباکوف و بورخس هم گفتگو کرده‌ام که آنها نیز همزادشان را دیده اند.» رمان جام شکسته همچنین دربرگیرنده عناصر بسیاری از رمان‌های پیشین رب گری یه است. استفاده از فرم پلیسی در این کتاب و در کتاب‌های قبلی نویسنده (به ویژه رمان معتبر پاک کن ها) با شکل و ساخت معمایی نوشته‌های او همخوانی دارد. نپرداختن به شخصیت افراد و شناخت آنها از طریق دیالوگ و همچنین ایجاد تعلیق در داستان از ویژگی‌های ژانر پلیسی است که رب گری یه در رمان‌های خود به کار می‌برد. علاوه بر این، در کتاب بازیافتن اشاره‌هایی به کیرکگارد فیلسوف دانمارکی و همچنین به اساطیر یونان از جمله «اسطوره ادیپ» می‌شود که بی گمان از دلمشغولی‌های دیگر مولف خبر می‌دهد.